# Столкновения на юге Сирии (2025)
Столкновения на юге Сирии — серия вооружённых столкновений с 13 по 21 июля 2025 года между друзскими ополчениями, бедуинскими племенами и сирийскими правительственными войсками в городе Эс-Сувайда и его окрестностях, позже перекинувшиеся и на соседнюю провинцию Даръа.

## Предыстория
До гражданской войны в Сирии жило около 700,000 друзов, большинство из которых проживало в провинции Эс-Сувейда. Они еще в тот период конфликтовали с бедуинскими племенами. Так, весной 2000 года произошла масштабная стычка друзов и арабов-бедуинов из-за перераспределения сельскохозяйственных земель. Столкновения тогда прекратились только после вмешательства сирийской армии.
Силы новых сирийских властей и друзы уже два раза устраивали столкновения. Первый раз это произошло в Джарамане. А второй раз это произошло на юге Сирии, и в этот раз, против друзов участвовали не только правительственные войска, но и бедуинские племена.

## Ход событий
Конфликт в июле 2025 года начался с ограбления молодого друза. Как сообщается, 11 июля он подвергся нападению со стороны членов бедуинского племени. На шоссе у него отняли автомобиль и насильно увезли в отдалённую и труднодоступную местность. Там бедуины жестоко избили его и угрожали ему убийством. Позже с завязанными глазами и в критическом состоянии он был освобождён, после чего друзы в отместку похитили нескольких бедуинов. Тогда в провинцию были посланы войска переходного правительства Сирии. Однако, по данным Сирийской обсерватории по правам человека, часть этих войск начала действовать на стороне бедуинов, что ещё больше усилило недоверие друзов к новым сирийским властям. Один из авторитетных друзских религиозных лидеров, шейх Хикмат аль-Хиджри, заявил что друзское сообщество не позволит сирийской армии и силам безопасности войти на их территорию. Он также обвинил сирийские власти в оказании военной поддержки бедуинским племенам и призвал международное сообщество предоставить друзам «срочную международную защиту» .
15 июля 2025 года в конфликт вмешался Израиль. В совместном заявлении от 15 июля премьер-министр Израиля Биньямин Нетаньяху и министр обороны Исраэль Кац сообщили о нанесении ударов по целям в районе Эс-Сувейда, чтобы защитить друзскую общину, которая связана «глубоким братским союзом» с израильскими друзами. 16 июля власти Израиля объявили о решении нарастить свои силы в районе границы с Сирией. В ЦАХАЛ заявили о нанесении удара по комплексу зданий генерального штаба вооруженных сил Сирии в Дамаске и по еще одному военному объекту в районе президентского дворца.
16 июля 2025 года Министерство внутренних дел переходного правительства Сирии объявило о достижении соглашения о прекращении огня с друзами. В то же время столкновения между друзами и бедуинами продолжились.
18 июля 2025 года премьер-министр Израиля Биньямин Нетанияху и президент Сирии Ахмед аш-Шараа согласились заключить соглашение о прекращении огня между Израилем и Сирией, что было поддержано США, Турцией, Иорданией и другими странами региона, сообщил посол США в Турции Том Баррак, участвовавший в урегулировании конфликта.
19 июля 2025 года в городе Эс-Сувайда происходили ожесточенные уличные бои межу бедуинами и друзами. В городе нет электричества, не работает водопровод. По данным ООН, из-за конфликта свои дома покинули не менее 87 000 человек.